# Via Aquitania

Romeinse wegen in Frankrijk

Via Aquitania is de naam van de Romeinse weg van Narbo (Narbonne) tot Burdigala (Bordeaux).
De weg splitste zich even ten zuiden van Narbonne af van de Via Domitia en volgde globaal het traject van een oude handelsroute door de provincies Gallia Narbonensis en Aquitania. Hierbij liep de weg ten noorden van Carcaso (Carcassonne) en door Tolosa (Toulouse)
De provinciale weg N113 volgt het traject van de Via Aquitania.